# 강미형
강미형(姜美馨, 1957년 11월 3일 ~ )은 대한민국의 성우이다. 1977년 KBS에 입사했으며, 현재는 KBS 15기이다. 한국방송 성우극회 소속.

## 주요 출연작

### 애니메이션
- 고깔모자 삼총사 (KBS) - 폴
- 곰돌이와 숲 속 친구들 (EBS)
- 개구리 왕눈이 (SBS) - 달구
- 거북이 특공대 (SBS) - 친구
- 그린 캅스 (KBS) - 매드퀸
- 꽃나라 요술봉 (KBS) - 엄마
- 날아라 슈퍼보드 (KBS) - 게임의 여왕, 소매치기 소녀
- 날아라! 호빵맨 (비디오, 대교방송) - 호빵맨
- 닐스의 모험 (KBS)
- 드래곤 볼 (SBS) - 크리링 / 헤라꼴리
- 들장미 소녀 캔디 (VIDEO) - 프라니 / 데이지 / 레인 선생님 / 이라이자 / 닥터 캐리
- 로빈 훗 (VIDEO) - 쥐 부인
- 몽키 매직 (KBS) - 나타태자
- 빨강머리 앤 (KBS) - 다이애나 베리
- 샛별공주 (KBS) - 요정
- 성전 (VIDEO) - 건달파왕 / 애염명왕
- 슈퍼 그랑죠 (SBS, VIDEO) - 제롬[3]
- 슈퍼 마리오 (VIDEO) - 요시
- 아기천사 두두 (VIDEO)
- 알펜로즈 (VIDEO) - 소년 랜디 / 백작 부인 / 마리아
- 어깨동무 찰리 브라운 (KBS) - 마시
- 요리킹 조리킹 (KBS) - 쵸키 / 미나 / 루키
- 요술공주 밍키 (SBS) - 마린다 아들
- 요술공주 샐리 (KBS) - 릴리
- 욕심쟁이 오리아저씨 (89년 더빙판/KBS) - 웨비
- 우리는 우주 (KBS)
- 우주소년 아톰 (SBS) - 윤 박사
- 정글 모험왕 (KBS) - 시아칸
- 쥬만지 (KBS, EBS) - 피터
- 지옥의 외인부대 (KBS) - 소년 신기호
- 출격 로보텍 (SBS)
- 콤바트라 V (VIDEO) - 코스케
- 탑 블레이드 V (SBS) - 오즈마 / 로리
- 파이팅! 대운동회 (SBS) - 왕링화
- 푸른 망아지 브링크 (KBS) - 브링크
- 플랜더스의 개 (EBS) - 네로 (초반)
- 화성특공대 (KBS)
- 환상마을 토포토포 (KBS) - 말마나 여사

### 영화
- 가위손 (KBS) - 케빈 (로버트 올리버리)
- 내 이름은 던스턴 (KBS) - 브라이언(그레이엄 색)
- 늑대와 춤을 (KBS) - 오터(마이클 스피어스)
- 닥터 T (KBS) - 도로시(재닌 터너)
- 단테스 피크 (SBS)
- 더 셀 (KBS)
- 더티 댄싱 (SBS) - 비비안(마란다 개리슨)
- 디스터번스 (KBS) - 대니 (맷 올리리)
- 리틀 뱀파이어 (SBS) - 그레고리
- 마이티 덕 2 (KBS)
- 마이티 덕 3 (KBS)
- 매드 맥스 3 (KBS) - 제데다이어의 아들(아담 커크본)
- 바하마의 별 (KBS)
- 사랑의 만화경 (SBS)
- 버스데이 걸 (SBS)
- 베리 배드 씽 (SBS)
- 베토벤 (KBS)
- 사랑의 용기 (SBS)
- 사이먼 버치 (KBS) - 조 (조셉 마젤로)
- 셰인 (KBS)
- 어 퓨 굿 맨 (KBS) - 다우니의 이모(모드 윈체스터)
- 에딘버러시의 영웅(KBS) - 수잔(제랄딘 브룩스) / 마을 아이(지미 호킨스)
- 음식남녀 (KBS)- 금영(장애가)
- 재회 (KBS)
- 제리 맥과이어 (KBS) - 타이슨(제러미 수아레스)
- 쥬라기 공원 (KBS) - 티미 (조셉 마젤로)
- 쥬만지(KBS) - 피터(브래들리 피어스)
- 초콜릿 (KBS) - 리베
- 최종 분석 (SBS)
- 칠판 (KBS)
- 펭 슈이 (KBS)
- 폴리스 스토리 2 (SBS) - 여형사(양금은)
- 필라델피아 (KBS)
- 필라델피아 익스페리먼트 2 (SBS) - 벤자민 (존 크리스찬 그라스)
- 해바라기 (KBS) - 어린 장향양

### 외화
- 닥터 퀸 (KBS) - 콜린 (에리카 플레이언스)
- 아빠, 뭐하세요? (KBS) - 어린시절 장남
- 칭기즈칸 (KBS) - 어린 테무친 / 진비

### 게임
- 에베루즈 - 주인공